# Grotte du Visage
La grotte du Visage, dite aussi aven du  Charnier, ou cro du Charnier dans certaines  revues, a d'abord été appelée grotte de Vilhonneur. C'est une grotte ornée située sur le territoire de l'ancienne commune du même nom, dans la commune nouvelle de Moulins-sur-Tardoire, en Charente, région Nouvelle-Aquitaine. Elle a été renommée « grotte du Visage » pour éviter toute confusion avec la grotte du Placard située sur la même ancienne commune de Vilhonneur. La nouvelle appellation fait référence à une peinture pariétale représentant un visage stylisé inscrit dans une concrétion naturelle et évoquant une tête avec sa chevelure.

## Localisation
La grotte du Visage se trouve dans le bois de Vilhonneur, à proximité d'une fosse appelée localement «aven du Charnier» ,. Elle a aussi été appelée «cro du Charnier » dans certaines revues,.

## Circonstances particulières de la découverte
En 2005, un groupe de spéléologues charentais travaille assidûment à la désobstruction de l'aven du Charnier depuis environ deux ans. Ce groupe est composé de Dominique Augier, Bruno Delage, André Louis, Joël Louis, Jean-Michel Rainaud, Pierre Vauvillier, assistés ponctuellement par Alain Binet, Gérard Boudault, Pierre Groulade, Arnaud Louis, André Terrade et Gérard Jourdy, dernièrement intégré à l'équipe. 
Le jeudi 1er décembre 2005, le groupe de spéléologues pénètre enfin dans la grotte et découvre des ossements, tout en s'attendant à trouver d'autres vestiges préhistoriques. Le lendemain 2 décembre, Gérard Jourdy revient seul sur les lieux pour poursuivre l'exploration de la cavité. Il descend dans la première salle et découvre le visage sur les parois de la grotte. Ses camarades apprennent sa découverte dans la presse locale.
Gérard Jourdy, pour ses actes vis-à-vis du groupe qui lui ont permis d'en retirer un profit personnel, est exclu de la Fédération française de spéléologie par sa commission disciplinaire.

## Authentification de la découverte
L'aven du Charnier est connu depuis longtemps des habitants qui y jetaient autrefois des bêtes mortes. Au terme de deux années de travaux de désobstruction dûment autorisés par le propriétaire du site, la grotte du Visage livre en décembre 2005 des œuvres pariétales paléolithiques ainsi que des ossements humains et animaux. À la suite d'une indiscrétion, cette découverte est rendue publique en février 2006 par le Ministère de la culture et de la communication. 
Dans un premier temps, les œuvres pariétales sont attribuées au Paléolithique supérieur et plus précisément au Gravettien (environ 28 à 22 000 ans avant le présent) sur la base de comparaisons stylistiques. Les œuvres sont donc plus anciennes que celles de Lascaux,.

## Les œuvres et les vestiges
Outre un visage peint, la grotte renferme des signes (ponctuations et traits) et une très belle main négative droite sur fond de pigment noir dont le pouce présente la particularité d'un possible dédoublement. Les artistes ont utilisé avec brio le relief naturel de la paroi pour positionner leurs œuvres, faire ressortir certains éléments et suggérer des représentations probables d’animaux archaïques : équidé, félin, ours ou renne. Ces découvertes viennent enrichir les connaissances concernant cette période, même si elles ne sont pas aussi spectaculaires que celles d'autres grottes ornées.
Des ossements humains ont été découverts au milieu d'un éboulis dans la salle à proximité du visage. En outre, on a trouvé un crâne en parfait état mais sans sa mandibule dans une petite grotte à l'extrémité d'un boyau accessible depuis la salle du visage. Compte tenu de son emplacement et de son positionnement, tout indique que ce crâne a été déposé là de manière intentionnelle mais on ne sait pas encore si ce crâne et les ossements de la grotte du visage appartiennent au même individu. Cinq squelettes de hyènes en connexion anatomique ont également été découverts dans une salle proche de la grotte du Visage. Ils sont vraisemblablement antérieurs aux peintures.
La datation au Carbone 14 a permis d'évaluer l'âge des ossements humains à 27 000 ans environ et celui des ossements d'hyènes à 28 000 ans environ. Ils sont donc vraisemblablement contemporains des peintures. Compte tenu de la marge d'erreur inhérente à la méthode de datation utilisée, il est possible que la grotte du Visage ait été un lieu de sépulture pour un personnage particulier et que l'inhumation ait été accomplie selon un rituel spécifique. L'association entre des œuvres pariétales gravettiennes et des ossements humains est aussi connue dans la grotte de Cussac, en Dordogne.

## Mesures de préservation
Le site est privé et fait l'objet d'une protection pour sa préservation ; son accès est limité à quelques visites par an en très petit nombre organisées par le propriétaire des lieux.